# Aeroporto de Qaqortoq
O futuro Aeroporto de Qaqortoq (em groenlandês/gronelandês:  Mittarfik Qaqortoq e em dinamarquês:  Qaqortoq lufthavn) está em construção, devendo ser aberto ao público em 2026.                                                                                                               
A sua localização será a 6.5 km da cidade de Qaqortoq, no sudoeste da Gronelândia.                                                                                                        Terá uma pista com 1 500 metros de comprimento, que poderá mais tarde ser prolongada para 1 799 metros, e terá capacidade para voos internacionais para a Islândia e o Canadá.

Presentemente, a cidade de Qaqortoq dispõe do Heliporto de Qaqortoq, com ligações por helicóptero a Narsaq, Nanortalik e Narsarsuaq. 